# Primera Batalla Naval de Narvik
La Primera Batalla Narvik fue librada en la bahía frente a la población de Narvik, entre las fuerzas de Alemania y las fuerzas británicas, como parte de la campaña de Noruega de la Segunda Guerra Mundial. Debido a que los británicos contaron con el factor sorpresa pudieron infligir fuertes daños a una fuerza numéricamente superior. Sin embargo, dos destructores británicos fueron hundidos, dejando incierto el resultado de la batalla naval. Tres días después, los británicos se enfrentarían de nuevo a la Kriegsmarine en la bahía de Narvik, en lo que luego se llamó la Segunda Batalla Naval de Narvik.

## Antecedentes
Después de la invasión de Polonia por la Alemania de Hitler, las potencias aliadas conformadas por Gran Bretaña y Francia le declararon la guerra, iniciándose la Segunda Guerra Mundial. Al avanzar el tiempo, los aliados empezaron a buscar una manera de cortar el suministro de hierro de Suecia a Alemania. Al darse cuenta los alemanes de su dependencia de este mineral, procedieron a ocupar Noruega y Dinamarca, con el objetivo de prevenir una ocupación aliada. La fuerza invasora de Noruega fue dividida en 6 grupos, siendo el grupo 1 el encargado de llevar soldados a Narvik, en el norte de Noruega. Para el 10 de abril las tropas ya habían sido desembarcadas, aunque los 10 destructores que llevaron a cabo el transporte y resguardo de las tropas permanecieron en la bahía dispersos.

## La Batalla
Cuando el Almirantazgo británico se enteró de que Narvik había sido tomada, ordenó al Capitán Bernard Warburton-Lee, que junto con sus 5 destructores, que conformaban la 2.ª Flotilla de Destructores, hundiera al único destructor alemán que creían que había en la zona.
Al llegar a la entrada de la bahía fueron alertados de que podrían haber hasta 4 destructores alemanes, por lo que el capitán británico dejó a dos destructores cuidando la entrada y entró con los tres restantes. Ayudados por la espesa niebla, los navíos británicos entraron a la bahía sin ser detectados, encontrando a 5 destructores alemanes allí, rápidamente abrieron fuego y hundieron a dos: el Anton Schmidt y el Wilhelm Heidkamp, donde se encontraba el comandante alemán Comodoro Friedrich Bonte, que murió. Después de dañar seriamente al destructor Diether von Roeder, los destructores huyeron, recibiendo ataques de los dos destructores que quedaban y de las fuerzas en tierra.
Al abandonar la bahía se enfrentaron a dos destructores que salieron del Herjangsfjord (ver mapa) y luego a dos más que salieron de Ballangen. En la batalla los destructores británicos HMS Hardy y HMS Hunter fueron hundidos, muriendo el Capitán Warburton-Lee. El Hardy fue incendiado, mientras que el Hunter recibió varios torpedos. El HMS Hotspur fue dañado seriamente, pero logró escapar gracias a la ayuda del HMS Hotspur y del HMS Havock, que estaban cuidando la entrada. En la lucha el destructor alemán Georg Thiele fue dañado.
Al no disponer de suficiente combustible como para perseguir a la flotilla británica, los destructores pudieron hundir a siete barcos de transporte que se encontraban afuera de la bahía, incluyendo al barco de suministros Rauenfels. Cuando los destructores británicos que quedaban abandonaron Narvik, fueron atacados por dos submarinos alemanas, pero un problema en el dispositivo de orientación de los torpedos alemanas, causó que todos estallaran antes de alcanzar su blanco. Para evitar que los destructores alemanes escaparan de Narvik, los británicos colocaron navíos a las afueras de la bahía de Narvik.
El 11 de abril, el destructor alemán Erich Koellner fue dañado seriamente al chocar con rocas que no habían sido cartografiadas.

## Consecuencias
Al percatarse el Almirantazgo británico de la debilidad alemana en la zona, y hambrientos de victorias, enviaron más barcos de guerra a Narvik, con el objetivo de tomar tan importante puerto. La batalla entre la nueva flota británica y lo que quedaba de la flota alemana se conoce como la Segunda Batalla de Narvik.
Tanto el comandante alemán Friedrich Bonte como el británico Bernard Warburton-Lee murieron en el combate, recibieron póstumamente la Cruz de Caballero de la Cruz de Hierro y la Cruz de Victoria respectivamente.
- Datos: Q2000871